# Heriades micheneri
Heriades micheneri är en biart som beskrevs av Timberlake 1947. Heriades micheneri ingår i släktet väggbin, och familjen buksamlarbin. Inga underarter finns listade i Catalogue of Life.